# Partits de les Minories Ètniques de Romania
Els Partits de les Minories Ètniques de Romania ocupen els escons reservats a la Cambra de Diputats de Romania, un per a cada minoria ètnica. A les eleccions legislatives romaneses de 2008 van obtenir 18 diputats (243.908 vots del total, 3,56% dels vots i el 5,39% dels escons).

## Partits polítics ètnics representats, amb vots i diputat electe
1. Partit dels Roma (Partida Romilor/Partida le Romenge) = 43.884 vots (0,64%). Nicolae Păun
2. Fòrum Democràtic dels Alemanys de Romania (Forumul Democrat al Germanilor din România/Demokratisches Forum der Deutschen in Rumänien) = 23.132 vots (0,33%). Victor Ganţ Ovidiu
3. Federació de les Comunitats Jueves de Romania (Federaţia Comunităţilor Evreieşti din România) = 22.327 vots (0,32%). Aurel Vainer
4. Unió Democràtica dels Eslovacs i Txecs de Romania (Uniunea Democratică a Slovacilor şi Cehilor din România) = 15.312 vots (0,22%). Adrian-Miroslav Merka.
5. Unió Búlgara del Banat-Romania (Uniunea Bulgară din Banat – România) = 13.966 vots (0,20%). Niculae Mircovici
6. Unió dels Armenis de Romania (Uniunea Armenilor din România) = 13.763 vots (0,20%). Varujan Pambuccian
7. Unió Demòcrata dels Tàtars turco-musulmans de Romania (Uniunea Democrată a Tătarilor Turco-Musulmani din România) : 11.795 (0,17%). Aledin Amet
8. Associació dels Macedonis de Romania (Asociaţia Macedonenilor din România) = 11.750 vots (0,17%). Liana Dumitrescu
9. Unió dels Serbis de Romania (Uniunea Sârbilor din România) = 10.861 vots (0,15%). Slavomir Gvozdenovici
10. Associació dels Italians de Romania (Asociaţia Italienilor din România) = 9.549 vots (0,13%). Mircea Grosaru
11. Unió Democràtica dels Turcs de Romania (Uniunea Democrată Turcă din România) = 9.445 vots (0,13%) Iusein Ibram
12. Unió dels Ucraïnesos de Romania (Uniunea Ucrainenilor din România) = 9.265 vots (0,13%). Ştefan Buciuta
13. Comunitat Russa Lipovan de Romania (Comunitatea Ruşilor Lipoveni din România) = 9.158 vots (0,13%). Miron Ignat
14. Unió dels Croats de Romania (Uniunea Croaţilor din România) = 9.004 vots (0,13%). Mihai Radan
15. Unió Grega de Romania (Uniunea Elenă din România) = 8.845 vots (0,12%). Dragoş-Gabriel Zisopol
16. Associació Lliga dels Albanesos de Romania (Asociaţia Liga Albanezilor din România) = 8.713 (0,12%). Oana Manolescu
17. Unió dels Polonesos de Romania 'Dom Polski' (Uniunea Polonezilor din România 'Dom Polski') = 7.628 (0,11%). Ghervazen Longher
18. Unió Cultural dels Rutens de Romania (Uniunea Culturală a Rutenilor din România) = 4.507 vots (0,06%). Gheorghe Firczak

Els hongaresos, degut al seu important nombre, no entren en aquest sistema de representació garantida, ja que es considera que no la necessiten, i, de fet, la Unió Democràtica dels Hongaresos de Romania ha jugat un important paper polític al país, participant fins i tot en alguns governs.